# Bruce Duffy
Bruce Duffy   (Washington DC, 9 de juny de 1951 - Rockville, 10 de febrer de 2022) va ser un escriptor nord-americà d'ascendència irlandesa nascut a Washington DC conegut sobretot per la seva novel·la de no ficció The world as I found it, en català El món com el vaig trobar o El món tal com el trobí sobre la vida del filòsof Ludwig Wittgenstein. Aquesta novel·la guanyà el Whiting Writer's Award del 1987 i ha estat considerada per Joyce Carol Oates com una de les cinc millors novel·les de no ficció.
Existeix traducció castellana d'edicions B amb el títol El mundo cómo lo encontré. Bruce Duffy col·labora entre altres publicacions al Harper's Magazine.
També va escriure altres dues novel·les Last comes the egg i Dysaster was my God:A novel of the outlaw life of Artur Rimbaud.